# Conrad Blenkle
Conrad Blenkle, né le 28 décembre 1901 à Berlin et assassiné le 20 janvier 1943 dans cette même ville, est un homme politique et résistant allemand.

## Biographie
Fils d'un serrurier, il suit un apprentissage pour devenir boulanger, et s'engage à la Jeunesse socialiste libre (de). En 1920 il devient membre du Parti communiste d'Allemagne (KPD) et cofondateur de l'Association de la jeunesse communiste d'Allemagne, dont il devient le président en 1924. Cette même année, il devient membre du comité exécutif de l'Internationale des jeunes communistes, et passe plusieurs mois à Moscou, en Union soviétique,,.
Aux élections législatives allemandes de 1928, il est élu au scrutin de liste, et, à l'âge de 26 ans, il est le plus jeune membre du Reichstag. Il siège uniquement durant la législature 1928-1930. Quelques mois après son élection au Parlement, il est accusé par le comité central du parti de « fluctuations politiques », et relevé de ses fonctions de président de la Jeunesse communiste d'Allemagne.
Devenu le rédacteur en chef du journal Die Junge Garde, l'organe de presse de l'Association de la jeunesse communiste, il est arrêté et condamné en 1931 à dix-huit mois de prison pour « délits de presse »,. En 1934, après l'arrivée au pouvoir des nazis, il quitte l'Allemagne et s'installe à Amsterdam, puis en 1938 à Copenhague, où il devient en 1941, pendant l'occupation allemande du Danemark, le chef de la résistance communiste allemande au Danemark,. Arrêté par la police danoise et livré à la Gestapo, il est transféré en Allemagne, condamné à mort en novembre 1942 pour « préparation à la haute trahison », et tué en janvier 1943 dans la prison de Plötzensee à Berlin,.
Depuis 1974, la rue Conrad-Blenkle-Straße à Berlin est nommée à sa mémoire. Il est par ailleurs l'un des anciens députés commémorés par le Mémorial en souvenir des 96 membres du Reichstag assassinés par les nazis, devant le palais du Reichstag.